# TV5 (Filipine)
TV5 este o companie filipineză de radio și televiziune, care concurează în principal cu ABS-CBN și GMA. TV5 a fost fondat inițial ca Associated Broadcasting Company (ABC) în 1992.

## Legături externe
- en  Situl oficial TV5 Arhivat în 6 octombrie 2012, la Wayback Machine.